# Chynów (Mazovië)
Chynów is een dorp in het Poolse woiwodschap Mazovië, in het district Grójecki. De plaats maakt deel uit van de gemeente Chynów en telt 400 inwoners.